# Anii 660
Secole: Secolul al VI-lea - Secolul al VII-lea - Secolul al VIII-lea
Decenii: Anii 610 Anii 620 Anii 630 Anii 640 Anii 650 - Anii 660 - Anii 670 Anii 680 Anii 690 Anii 700 Anii 710
Ani: 660 | 661 | 662 | 663 | 664 | 665 | 666 | 667 | 668 | 669